# Rotores de Portugal
«Роторс де Португал» (порт. Rotores de Portugal) — вертолётная аэробатическая группа португальских ВВС, созданная на базе 552 эскадрильи авиабазы Бежа в 1976 году. В составе команды 5 лётчиков и 3 многоцелевых вертолёта Sud-Aviation Alouette III.

## Галерея

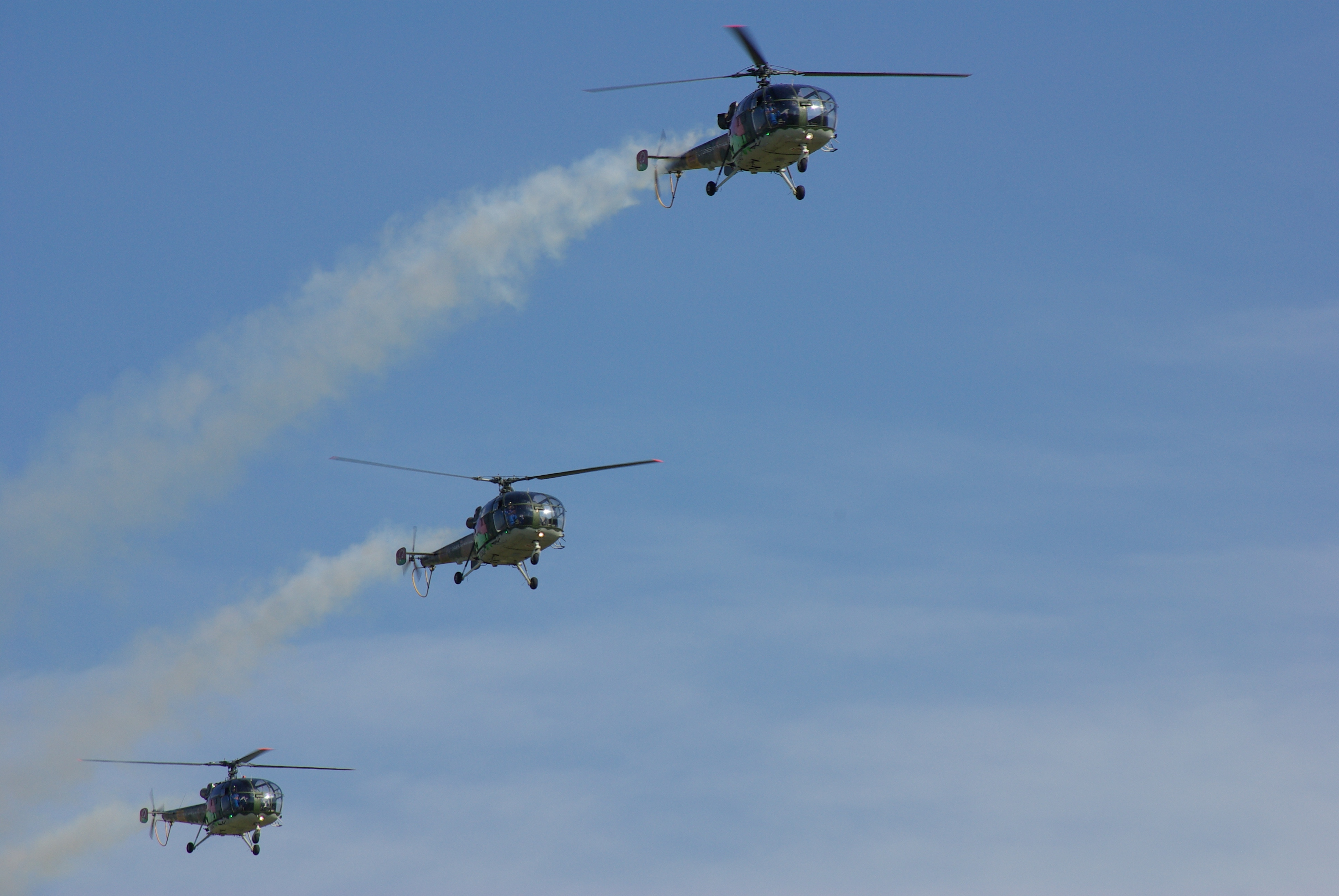
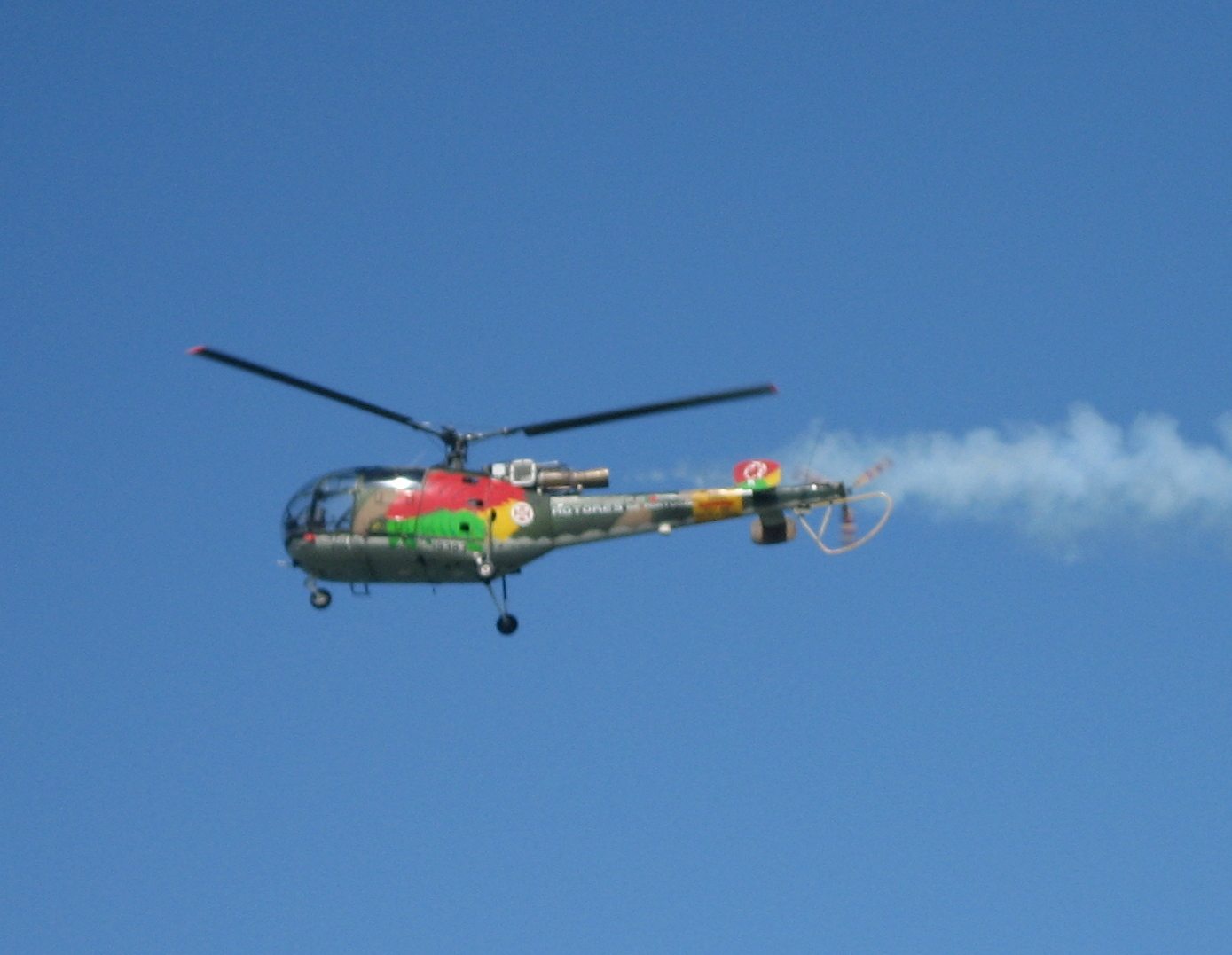
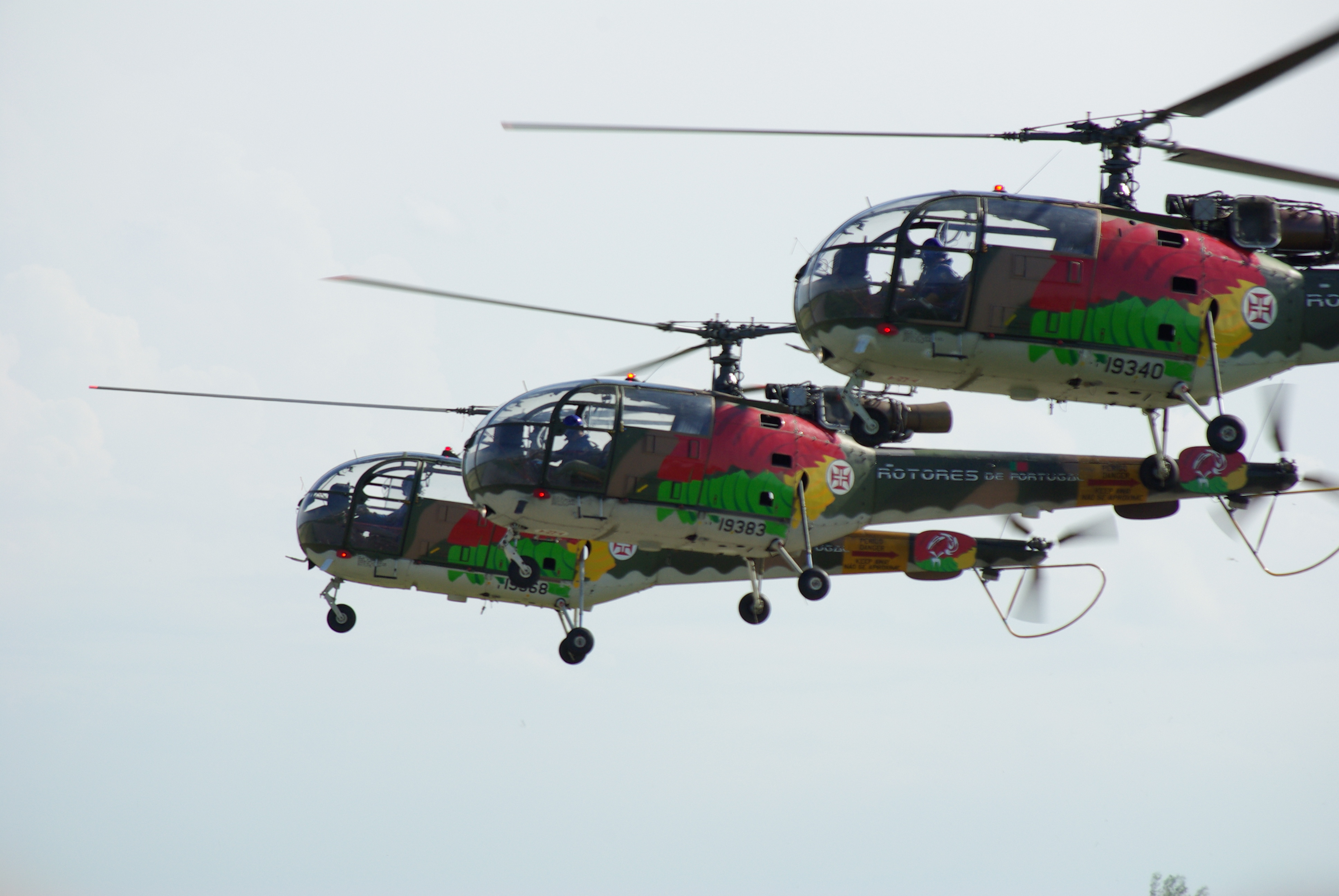
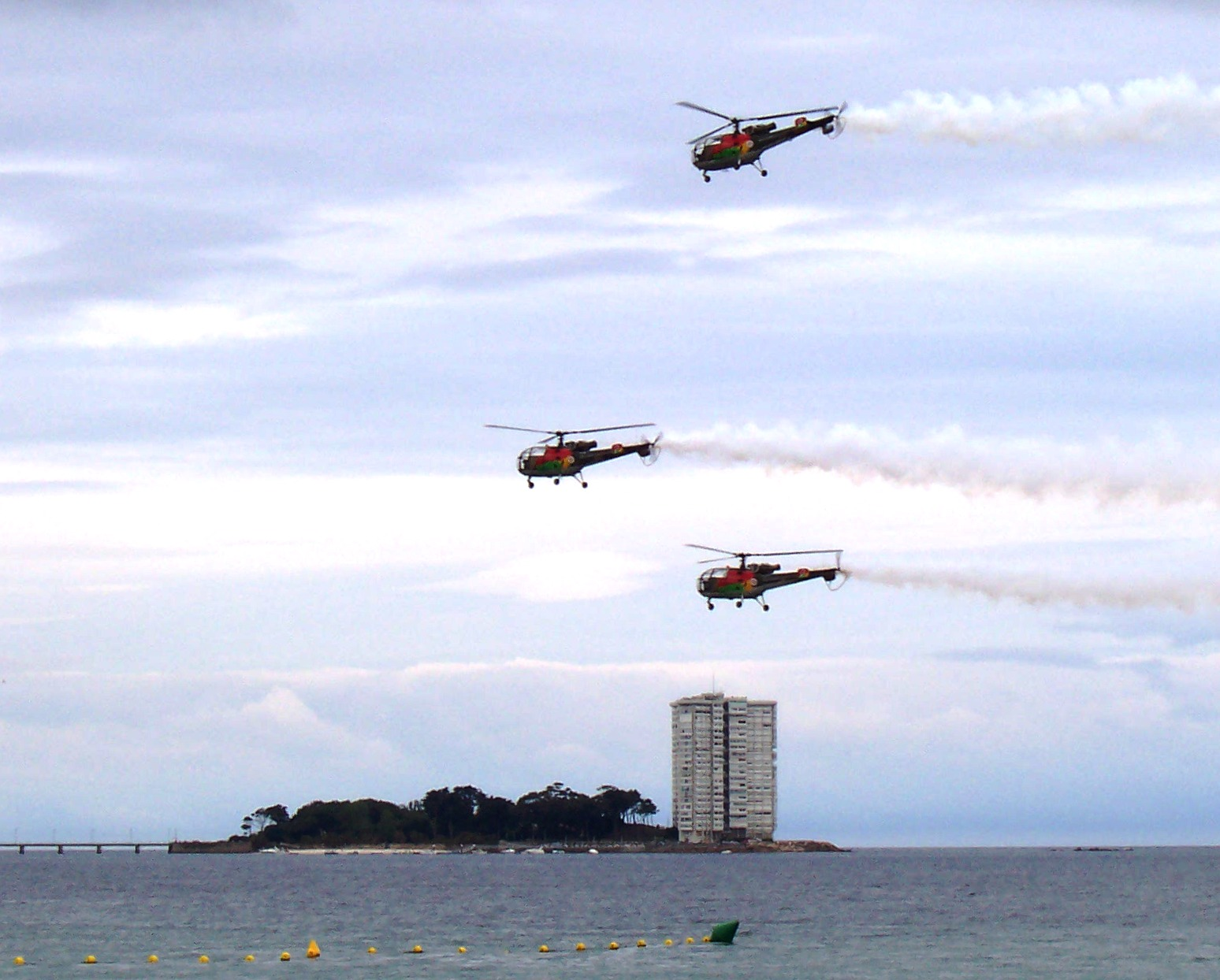

## Вертолёты
| Вертолёт                  | Состав | Период        |
| ------------------------- | ------ | ------------- |
| Sud-Aviation Alouette III | 4      | 1976 — 1980   |
| период                    | период | 1980 — 1982   |
| Sud-Aviation Alouette III | 3      | 1982 — 1991   |
| Sud-Aviation Alouette III | 2      | 1991 — 1992   |
| период                    | период | 1992 — 1993   |
| Sud-Aviation Alouette III | 3      | 1993 — 1994   |
| период                    | период | 1994 — 2004   |
| Sud-Aviation Alouette III | 3      | 2004 — 2005   |
| период                    | период | 2005 — 2006   |
| Sud-Aviation Alouette III | 3      | 2006 — период |